# Xikers
Xikers (kor. 싸이커스) – południowokoreański boysband KQ Entertainment. Grupa składa się z dziesięciu członków: Minjae, Junmin, Sumin, Jinsik, Hyunwoo, Junghoon, Seeun, Yujun, Hunter i Yechan. Zadebiutowali 30 marca 2023 roku poprzez wydanie minialbumu House of Tricky: Doorbell Ringing.

## Nazwa
Xikers wywodzą swoją nazwę od kombinacji litery „x”, symbolizującej koordynaty, oraz słowa „hiker”, oznaczającego podróżnika. Całkowicie nazwa grupy odnosi się do „chłopców, którzy podróżują przez czas i przestrzeń w poszukiwaniu współrzędnych”.

## Historia

### Przed debiutem
Pod koniec 2018 roku Yechan wziął udział w reality show Under Nineteen. Jednak został wyeliminowany i zajął 15. miejsce w ostatnim odcinku.
W sierpniu 2022 roku KQ Entertainment opublikowało wywiady dziesięciu stażystów na swoim kanale YouTube : Minjae i Junmin 15 sierpnia, Sumin i Jinsik 16 sierpnia, Hyunwoo i Junghoon 17 sierpnia, Seeun i Hunter 18 sierpnia, Yujun i Yechan 19 sierpnia. Grupa była wcześniej znana jako KQ Fellaz 2 przed debiutem. 20 sierpnia KQ Entertainment wydało na YouTube wideo z udziałem wszystkich dziesięciu członków wykonujących choreografię do utworu „Iffy” Chrisa Browna. 23 sierpnia grupa miała premierę swojego serialu internetowego Ready to One, który przedstawia członków podczas szkolenia w Los Angeles w Kalifornii.
We wrześniu 2022 roku, na zakończenie Ready to One, KQ Fellaz 2 wydali teledysk do utworu „Geek”, skomponowanego i wyprodukowanego przez Minjae. Wideo oddaje hołd dla samodzielnie skomponowanej piosenki „From” autorstwa kolegów z wytwórni Ateez i zostało opublikowane na kanale YouTube KQ Entertainment 17 września. Pierwszy reality show KQ Fellaz 2, The Player: KPOP Quest, miał swoją premierę tego samego dnia.

### 2023: Ujawnienie nazwy grupy, debiut i seriaHouse of Tricky
24 lutego 2023 roku KQ Entertainment ujawniło nazwę grupy KQ Fellaz 2 jako Xikers i otworzyło oficjalne konta grupy w mediach społecznościowych.
W marcu 2023 roku Xikers ogłosili, że wydadzą 30 marca swój debiutancki minialbum House of Tricky: Doorbell Ringing. 15 marca ogłoszono, że zespół odbędzie showcase dzień przed debiutem w SBS Prism Tower Auditorium, a także zostanie on transmitowany na żywo na kanale YouTube KQ Entertainment. 30 marca Xikers wydali swój debiutancki minialbum wraz z dwoma singlami „Tricky House” i „Rockstar”. Album zajął 4. miejsce na tygodniowej liście Circle Album Chart i sprzedał się w liczbie 97 857 egzemplarzy. W pierwszym tygodniu sprzedaży album sprzedał się w ponad 100 000 egzemplarzy, co jest piątym najlepszym wynikiem sprzedaży w pierwszym tygodniu dla debiutanckiego albumu w Korei Południowej według Hanteo Chart.
W lipcu 2023 roku Xikers ogłosili, że 2 sierpnia wydadzą nowy album. 10 lipca Xikers ujawnili tytuł swojego drugiego minialbumu na swoich oficjalnych kontach w mediach społecznościowych. 2 sierpnia Xikers wydali swój drugi minialbum zatytułowany House of Tricky: How to Play oraz dwa główne single „Do or Die” i „Home Boy”.

### Od 2024: kontynuacja seriiHouse of Trickyi debiut w Japonii
W lutym 2024 roku KQ ogłosiło, że Xikers wydadzą nowy album w marcu. 12 lutego Xikers ujawnili tytuł swojego trzeciego minialbumu, House of Tricky: Trial and Error, oraz datę premiery, która przypada na 8 marca.
W lipcu 2024 roku Xikers ogłosili wydanie swojego pierwszego japońskiego singla „Tsuki (Lunatic)” 7 sierpnia, poprzedzając swój oficjalny debiut w Japonii.
W sierpniu 2024 roku Xikers ogłosili, że 6 września wydadzą swój czwarty minialbum, House of Tricky: Watch Out.
20 grudnia 2024 roku KQ Entertainment ogłosiło, że członek Junghoon powróci do aktywności grupowych na początku stycznia 2025 roku po przedłużonej przerwie.
4 kwietnia 2025 roku zespół wydał swój piąty minialbum House of Tricky: Spur, z utworem tytułowym „Breathe”. Wydawnictwo to było także wyjątkowe, ponieważ wziął w nim udział Junghoon, który przez dwa lata był na przerwie z powodu kontuzji i nie uczestniczył w poprzednich wydaniach grupy po ich debiutanckim minialbumie.

## Członkowie
| Pseudonim   | Pseudonim | Prawdziwe imię             | Prawdziwe imię | Data urodzenia       | Pozycja                           |
| Latynizacja | Hangul    | Latynizacja                | Hangul         | Data urodzenia       | Pozycja                           |
| ----------- | --------- | -------------------------- | -------------- | -------------------- | --------------------------------- |
| Minjae      | 민재      | Kim Min-jae                | 김민재         | 10 kwietnia 2003     | lider, raper, wokalista           |
| Junmin      | 준민      | Park Jun-min               | 박준민         | 24 maja 2003         | tancerz, wokalista                |
| Sumin       | 수민      | Choi Su-min                | 최수민         | 7 kwietnia 2004      | raper                             |
| Jinsik      | 진식      | Ham Jin-sik                | 함진식         | 30 lipca 2004        | wokalista                         |
| Hyunwoo     | 현우      | Choi Hyun-woo              | 최현우         | 4 grudnia 2004       | wokalista                         |
| Junghoon    | 정훈      | Kim Jung-hoon              | 김정훈         | 5 lipca 2005         | wokalista                         |
| Seeun       | 세은      | Park Se-eun                | 박세은         | 17 sierpnia 2005     | wokalista                         |
| Yujun       | 유준      | Jung Yu-jun                | 정유준         | 5 października 2005  | wokalista                         |
| Hunter      | 헌터      | Papungkorn Lertkiatdamrong |                | 5 października 2005  | tancerz, wokalista                |
| Yechan      | 예찬      | Lee Ye-chan                | 이예찬         | 21 października 2005 | raper, tancerz, wokalista, Maknae |

## Dyskografia

### Minialbumy
| Rok  | Dane dot. albumu | Najwyższa pozycja | Najwyższa pozycja | Najwyższa pozycja | Najwyższa pozycja | Najwyższa pozycja | Sprzedaż                     |
| Rok  | Dane dot. albumu | KOR (Circle)      | JPN (Oricon)      | JPN Hot           | US                | US World Albums   | Sprzedaż                     |
| ---- | --- | ----------------- | ----------------- | ----------------- | ----------------- | ----------------- | ---------------------------- |
| 2023 | House of Tricky: Doorbell Ringing - Wydany: 30 marca 2023 - Wytwórnia: KQ Entertainment - Format: CD, digital download, streaming | 4                 | 6                 | 15                | 75                | 4                 | - KOR: 129 764+ - JPN: 3259  |
| 2023 | House of Tricky: How to Play - Wydany: 2 sierpnia 2023 - Wytwórnia: KQ Entertainment - Format: CD, digital download, streaming    | 4                 | 14                | 13                | –                 | 9                 | - KOR: 238 206+ - JPN: 8058  |
| 2024 | House of Tricky: Trial and Error - Wydany: 8 marca 2024 - Wytwórnia: KQ Entertainment - Format: CD, digital download, streaming   | 2                 | 14                | 17                | 73                | 1                 | - KOR: 230 240+ - JPN: 4998+ |
| 2024 | House of Tricky: Watch Out - Wydany: 6 września 2024 - Wytwórnia: KQ Entertainment - Format: CD, digital download, streaming      | 6                 | 12                | 16                | –                 | 6                 | - KOR: 188 652+ - JPN: 6323+ |
| 2025 | House of Tricky: Spur - Wydany: 4 kwietnia 2025 - Wytwórnia: KQ Entertainment - Format: CD, digital download, streaming           | 2                 | –                 | –                 | –                 | 3                 | - KOR: 177 938+              |

### Single
Single cyfrowe
| Rok                                                       | Tytuł                     | Najwyższa pozycja | Najwyższa pozycja | Album                             |
| Rok                                                       | Tytuł                     | KOR               | KOR               | Album                             |
| Rok                                                       | Tytuł                     | Circle            | Songs             | Album                             |
| --------------------------------------------------------- | ------------------------- | ----------------- | ----------------- | --------------------------------- |
| 2023                                                      | „Tricky House" (도깨비집) | –                 | –                 | House of Tricky: Doorbell Ringing |
| 2023                                                      | „Rockstar"                | –                 | –                 | House of Tricky: Doorbell Ringing |
| 2023                                                      | „Do or Die"               | –                 | –                 | House of Tricky: How to Play      |
| 2023                                                      | „Home Boy"                | –                 | –                 | House of Tricky: How to Play      |
| 2024                                                      | „We Don't Stop"           | –                 | –                 | House of Tricky: Trial and Error  |
| 2024                                                      | „Witch" (위치)            | –                 | –                 | House of Tricky: Watch Out        |
| 2025                                                      | „Breathe"                 | –                 | –                 | House of Tricky: Spur             |
| „–” oznacza, że singiel nie był notowany na danej liście. |                           |                   |                   |                                   |